# 愛知県歯科医師会
一般社団法人愛知県歯科医師会（あいちけんしかいしかい 英称 Aichi Dental Association）は、愛知県の歯科医師を会員とする法人。

## 本部所在地
- 〒460-0002 愛知県名古屋市中区丸の内三丁目5番18号

愛知県歯科医師会館ビルは2014年に第46回中部建築賞を受賞した。また、ビルの1階には歯の博物館が開設されている。

## 郡市歯科医師会
- 名古屋市歯科医師会 〒460-0002 名古屋市中区丸の内三丁目5番18号 愛知県歯科医師会会館内			
  - 千種区歯科医師会
  - 名東区歯科医師会
  - 北区歯科医師会
  - 守山区歯科医師会
  - 天白区歯科医師会
  - 中区歯科医師会
  - 瑞穂区歯科医師会
  - 緑区歯科医師会
  - 南区歯科医師会
  - 西区歯科医師会
  - 中川区歯科医師会
  - 昭和区歯科医師会
- 一宮歯科医師会
- 豊橋市歯科医師会
- 岡崎歯科医師会
- 豊川歯科医師会
- 碧南歯科医師会
- 刈谷市歯科医師会
- 豊田加茂歯科医師会
- 小牧市歯科医師会
- 東海市歯科医師会
- 愛豊歯科医師会
- 尾北歯科医師会
- 新城歯科医師会
- 蒲郡市歯科医師会
- 春日井市歯科医師会
- 西春日井歯科医師会
- 犬山扶桑歯科医師会
- 安城市歯科医師会